# Jacques Corborand de La Fosse
 (juillet 2023).
Jacques Corborand de La Fosse (1621-1674), est un prêtre lazariste français, et écrivain qui avait été connu pour son style relevé de la littérature latine dans ses poèmes et tragédies.

## Biographie
Jacques Corborand de La Fosse est né le 29 novembre 1621 à Paris d'une famille distinguée de Toul, et qui dans la suite s’est unie à celle de Joyeuse.
Après des études au collège de Clermont, il entra le 8 octobre 1640 au séminaire interne de la Congrégation Saint-Lazare encore naissante, est reçu aux vœux le 7 avril 1643. Ordonné prêtre en septembre 1648, il fit partie des premiers disciples de Vincent de Paul qui le chargea de l’enseignement de belles lettres dans son petit séminaire Saint-Charles. Il « y fit souvent représenter des tragédies chrétiennes, dont le feu et l'élévation lui méritèrent toujours les applaudissements de tout ce que Paris avait de connaisseurs. » (Pierre Collet, t. I, p. 326). Il fut notamment le Directeur des études de Gaston de Noailles, frère du Cardinal de ce nom, qui fut dans la suite évêque de Châlons en Champagne.
Il est envoyé au séminaire de Marseille en 1656 pour y être missionnaire et professeur au séminaire chargé de l'instruction et la formation des novices de Saint-Victor, puis deux ans plus tard à celui de Troyes. Il s'enthousiasmait facilement et se décourageait avec la même promptitude. Il fut plus d'une fois sur le point de quitter la compagnie et n'y fut retenu que par les encouragements paternels de saint Vincent de Paul.
En 1663, il est envoyé comme vicaire à la paroisse de Sedan pour faire face à l’Académie protestante. Il y passa ses dix dernières années et y mourut le 30 avril 1674. La critique qu’il dressa au sujet des quatre premiers chefs protestants dans la Paraenesis ad Heterodoxos les froissa : il fut obligé de disparaître pour un temps pour mettre sa vie en sûreté.

## Œuvres
Tout au long de sa vie, Jacques de La Fosse composa des poésies latines et des tragédies chrétiennes, type remarquable de cette virtuosité littéraire des humanistes classiques. Dans ses œuvres, les thèmes religieux sont ponctués de fréquentes allusions mythologiques et parsemées d'expressions rares et recherchées.
Ses œuvres toutes en latin lui ont fait un nom parmi les latinistes du XVIIe siècle. Pierre Collet dit de lui qu'il était tout à la fois « orateur, philosophe, théologien et si grand poète que Santeuil le regardait comme son rival et quelquefois comme son maître » (t. I, p. 277 ;  ; éd. 1804, p. 163 (en ligne)). Louis Moreri juge qu'« en général il y a beaucoup de feu dans la poésie de M. de la Fosse, beaucoup de pensées nobles et élevées, mais son goût pour la mythologie, qui se fait sentir jusque dans ses poésies saintes, les rend quelquefois obscures par les termes singuliers qu'il y emploie et les allusions trop fréquentes qu'il fait à la Fable ». Il a aussi laissé un exposé clair et élégant des règles de la politesse qui fut utilisé dans les séminaires lazaristes, puis à partir de sa traduction française en 1708, fut un manuel de civilité utilisé dans les petites écoles.
On a de lui plusieurs manuscrits dont seuls quelques morceaux sont imprimés, conservés aujourd’hui à la Bibliothèque nationale de Paris (Ms. fonds latin 10331 et 11365) ; à l'Arsenal (Ms 1137, 1138) ; à la Mazarine (Ms 3910 à 3919, 4362, imprimé 15218, (25e pièce) ; 10877) ; et dans divers dépôts en province comme au Mans (Ms 123, 377).